# Acul du Nord (ort)
Acul du Nord är en ort i Haiti.   Den ligger i departementet Nord, i den norra delen av landet, 130 km norr om huvudstaden Port-au-Prince. Acul du Nord ligger 55 meter över havet och antalet invånare är 3 454.
Terrängen runt Acul du Nord är kuperad åt nordväst, men åt sydost är den platt. Runt Acul du Nord är det tätbefolkat, med 383 invånare per kvadratkilometer. Närmaste större samhälle är Okap, 15,4 km nordost om Acul du Nord. Omgivningarna runt Acul du Nord är en mosaik av jordbruksmark och naturlig växtlighet.